# Temporada 1905-1906 del Liceu
| Temporada 1905-1906 del Liceu |                     |                    |                   | |           |                           |
| Òpera                         | Compositor          | Director musical   | Director d'escena | Papers principals | Producció | Dates                     |
| Rigoletto                     | Giuseppe Verdi      | Edoardo Mascheroni |                   | Francesco Marconi, Mario Sammarco, Speranza Clasenti, José Torres de Luna, Ninì Frascani                                                         |           | 3, 5 i 8 de desembre      |
| Lorenza                       | Edoardo Mascheroni  |                    |                   | Luigi Baldasari, Emma Carelli, Virginia Guerrini, Michele Mariacher, Mario Sammarco, Josè Torres de Luna, Conrad Giralt, Michele Olivieri        |           | desembre                  |
| Tosca                         | Giacomo Puccini     | Edoardo Mascheroni |                   | Emma Carelli, Pietro Zeni, Mario Sammarco |           | 9, 10, 12, 14 desembre    |
| Aida                          | Giuseppe Verdi      |                    |                   | Maria Talexis/Fausta Labia, Virginia Guerrini, Michele Mariacher/Angelo Angioletti/Manuel Utor, Ramon Blanchart/Enrico Nani, Josè Torres de Luna |           | desembre                  |
| Faust                         | Charles Gounod      |                    |                   | Amelia Talexis/Paola Marelli/Fausta Labia, Ninì Frascani, Emilio Perea, Enrico Nani, Josè Torres de Luna/Renato Fournets                         |           | desembre                  |
| Sansone e Dalida              | Camille Saint Saens |                    |                   | Virginia Guerrini, Michele Mariacher, Enrico Nani, Alfonso Mariani                                                                               |           | desembre                  |
| Zazà                          | Ruggero Leoncavallo |                    |                   | Luigi Baldasari, Emma Carelli, Dolores Frau, Angelina Homs, Emilio Perea, Mario Sammarco, Conrad Giralt                                          |           | gener                     |
| L'africana                    | Giacomo Meyerbeer   |                    |                   | Francesco Marconi/Manuel Utor, Maria Talexis, Paola Marelli, Enrico Nani, Alfonso Mariani                                                        |           | 6 al 7 de gener           |
| Bruniselda                    | Enric Morera        |                    |                   | Luigi Rossato, Avelina Carrera, Francesco Fazzini, Ramon Blanchart                                                                               |           | abril                     |
| Werther                       | Jules Massenet      | Vittorio Mingardi  |                   | Francesco Pandolfini, Francesco Federici, Luigi Tavecchia, Antoni Oliver, Francesc Puigenero, Lina Bel-Sorel, Clara Sexton                       |           | 3, 5, 9 i 12 de maig      |
| Carmen                        | Georges Bizet       | Edoardo Mascheroni |                   | Lina Bel-Sorel, Francesco Fazzini, Francesco Federici, Graziella Pareto                                                                          |           | maig                      |
| Don Pasquale                  | Gaetano Donizetti   |                    |                   | Hariclea Darclée, Giuseppe Paganelli, Francesco Federici, Luigi Tavecchia                                                                        |           | maig                      |
| Tosca                         | Giacomo Puccini     | Vittorio Mingardi  |                   | Hariclea Darclée, Amedeo Bassi (15, 17 abril) / Francesco Fazzini (24 abril; 2 maig), Ramon Blanchart, Conrad Giralt, Luigi Tavecchia            |           | 15, 17, 24 abril / 2 maig |